# Факултет за пројектни и иновациони менаџмент Универзитета Едуконс
Факултет за пројектни и иновациони менаџмент (скраћено ПМЦ) је факултет у Београду који послује у склопу Универзитета Едуконс у својству правног лица. Једина је високошколска институција у Србији која се бави образовањем и усавршавањем пројектних менаџера.

## Смерови
Основне академске студије
- пројектни менаџмент
- информациони системи и развој софтвера

Мастер академске студије
- пројектни менаџмент

Докторске академске студије
- пројектни менаџмент